# Folkeafstemningen om forfatningen i Andorra 1993
Folkeafstemningen om forfatningen i Andorra blev afholdt i Andorra den 14. marts 1993. Den nye forfatning var udarbejdet af kronprinsen og Consell General, den nye forfatning blev godkendt af 74,2% procent af vælgerne, med en valgdeltagelse på omkring 75%. Det første valg under den nye forfatning blev afholdt senere samme året.

## Resultater
| Valg                                                                | Stemmer | %     |
| ------------------------------------------------------------------- | ------- | ----- |
| For                                                                 | 4.903   | 74,19 |
| Imod                                                                | 1.706   | 25,81 |
| Ugyldige/blanke stemmer                                             | 301     | –     |
| Totalt                                                              | 6.910   | 100   |
| Registrerede vælgere/deltagelse                                     | 9.123   | 75,74 |
| Kilde: Direct Democracy Arkiveret 2. april 2015 hos Wayback Machine |         |       |